# Srabura
Srabura är ett släkte av insekter. Srabura ingår i familjen dvärgstritar.
Kladogram enligt Catalogue of Life:
| Srabura | \| \| Srabura africana \| \| \| \| \| \| Srabura signoreti \| \| \| \| |
|         | \| \| Srabura africana \| \| \| \| \| \| Srabura signoreti \| \| \| \| |
|         | Srabura africana                                                       |
|         |                                                                        |
|         | Srabura signoreti                                                      |
|         |                                                                        |